# رضا فلاح‌زاده
رضا فلاح‌زاده (زاده ۲۰ آذر ۱۳۵۵) بازیکن سابق و مربی فوتسال اهل ایران است.
وی سابقه مربی‌گری در تیم‌های باشگاه فوتسال مقاومت البرز و باشگاه فوتسال شهرداری ساوه را در کارنامه دارد.

## افتخارات

### بازیکن
کسب دو قهرمانی و یک نایب قهرمانی با تام ایران خودرو

### مربی
- قهرمانی با تیم فوتسال دانش‌آموزی ایران در رقابت‌های جهانی سال ۱۳۹۰ در کرواسی
- کسب مقام سومی با تیم فوتسال دانش‌آموزی ایران سال ۱۳۹۱ در بلژیک
- صعود به لیگ برتر فوتسال ایران با تیم مقاومت البرز در سال ۱۳۹۳